# Гемптон-Роудс
Гемптон-Роудс - збірна назва портів і якірних стоянок у гирлі Чесапікської затоки в США та впадаючих в гирло річок. Також - розташований там же військовий і кораблебудівний комплекс.
Основні порти: Норфолк, Портсмут, Ньюпорт-Ньюс, військово-морська база «Норфолк», амфібійна база Літтл-Крік.
Інші міста і порти: Вірджинія-Біч, Хемптон, Йорктаун, Джеймстаун, Вільямсбург.
Аеропорти: міжнародні аеропорти Норфолк, Ньюпорт-Ньюс - Вільямсбург. авіабази: авіабаза ВПС Ленглі, авіастанції ВМС Норфолк (на території ВМБ), Ошеана.